# Ференц Салаши
Ференц Салаши (на унгарски: Szálasi Ferenc) е унгарски политик от унгарско-словашко-арменски произход, лидер на унгарската крайна десница през 30-те и 40-те години.
Той е основател на националсоциалистическата Партия на националната воля и на наследилата я Партията на кръстосаните стрели (наречена така заради стрелите от нейната емблема) – забранени и 2-те.
Нарича собствената си идеология (която е смес от националсоциализъм, фашизъм и унгарски национализъм) „хунгаризъм“, а последователите си – „хунгаристи“ (от „Хунгариа“, Унгария на латински език).
След оставката на Миклош Хорти Ф. Салаши е избран от парламента за министър-председател и държавен глава на Унгария, какъвто остава между 16 октомври 1944 г. и 5 май 1945 г. (накрая – във все още неокупираната от Червената армия част на страната.
Осъден на смърт като военнопрестъпник и екзекутиран на 12 март 1946 г.
1. ↑  rarehistoricalphotos.com